# لنسان
شهر لنسان (به فرانسوی: Lincent) در شهرستان ورم (بلژیک)  در استان لیئژ  در منطقه فدرال والوون در کشور بلژیک واقع شده‌است.